# رونتا
رونتا (به انگلیسی: Rhondda) شهری در منطقهٔ منچستر-لیورپول کشور ولز است که این کشور خود بخشی از بریتانیا محسوب می‌شود. این شهر در سال ۱۹۹۱ میلادی ۵۹٫۹۴۷ نفر جمعیت داشته و در سرشماری سال ۲۰۰۱ جمعیت آن به ۵۹٫۶۰۲ نفر رسیده‌است. میزان رشد سالانهٔ جمعیت رونتا ‎۰٫۲۸ درصد می‌باشد و جمعیت این شهر در سال ۲۰۱۲ به ۶۱٫۴۸۰ نفر تغییر یافت.